# Wallhalben
Wallhalben é um município da Alemanha localizado no distrito de Südwestpfalz, estado da Renânia-Palatinado.
É a sede do Verbandsgemeinde de Wallhalben.